# 16466 Piyashiriyama
16466 Piyashiriyama è un asteroide della fascia principale. Scoperto nel 1990, presenta un'orbita caratterizzata da un semiasse maggiore pari a 2,6770805 UA e da un'eccentricità di 0,1168458, inclinata di 11,95618° rispetto all'eclittica.